# 牧野貞喜
牧野 貞喜（まきの さだはる）は、常陸笠間藩の第3代藩主。成貞系牧野家6代。

## 生涯
宝暦8年（1758年）8月6日、第2代藩主・牧野貞長の長男として生まれる。宝暦14年（1764年）1月11日に貞喜と名乗る。安永3年（1774年）に従五位下・兵部少輔に叙位・任官する。寛政4年（1792年）3月21日、父の隠居で家督を継ぎ、3月22日に備中守に遷任する。寛政5年（1793年）3月7日に日向守に遷任する。12月16日には奏者番に任じられた。
この頃の笠間藩牧野家では、父の時代からの藩財政悪化により、重税を行ない、さらに天明の大飢饉による被害などで農村は荒廃し、人口も減少していた。このため、貞喜は藩政再建のために藩政改革に乗り出す（寛政改革）。良水という僧侶を登用して、家臣の俸禄削減や倹約令の徹底、年貢収納の強化、北陸地方の農民移住の奨励などを行なったのである。これらは一定の成果を挙げたが、北陸の農民を移住させたことが加賀藩の怒りを買い、そのため文化5年（1808年）に良水は自害に追い込まれた。これにより、改革は一時的に停滞する。
文化6年（1809年）、貞喜は川崎頼母を登用して新たな藩政改革に乗り出した（化政改革）。農村支配の強化や次男・三男の分地・分家取立てによる人口増加、窮民への資金融資、出生や多子を持つ親への褒賞、勧婚などを行なったのである。さらに農業以外にも分業を奨励し、囲米なども行なった。また藩校・時習館を創設して優秀な人材を積極的に登用し、藩士の意見を広く取り立てるために上書の制を採用した。これらは笠間藩の再建に大きく効果を挙げている。
文化14年（1817年）10月21日、足病を理由に家督を次男の貞幹に譲って隠居する。以後も藩政の実権を握って改革を推進しながら、俳諧の世界に入って江戸可因に師事し、「菊畠」などの作品を残している。文政5年（1822年）10月17日に死去、享年65。

## 人物
- 牧野氏の歴代藩主の中でも随一の名君であり、当時から中興の英主として評価された。
- 多芸な大名で、作陶を趣味とし、自ら城内で御庭焼を行った。また政策としても窯業を奨励し、笠間焼を発展させた。
- 俳句を能くした。笠間城址には「布里む久盤　啼く児能親可　田宇ゑ笠」（ふりむくは　なく子の親か　田植笠）という句碑が建っている。この石碑は、笠間藩最後の藩主となった牧野貞寧が明治19年（1886年）に建てたもの。
- 大正7年（1918年）には笠間の殖産興業化を図り、治水や文化面でも大いに功績を残したことを評価されて、時の政府より従三位を追贈された。

## 系譜
父母
- 牧野貞長（父）
- 松平乗佑の次女（母）

正室
- 寛 - 伊達村候の娘

側室
- 間宮氏

子女
- 牧野貞為（長男） 生母は寛
- 牧野貞幹（次男） 生母は間宮氏
- 松平忠宝
- 布施重正（四男）
- 牧野藤三郎
- 牧野庸五郎
- 牧野喜善（七男）
- 山野辺義質室
- 松平正通室
- 西郷員福室
- 前田長義室
- 織田信恭室